# Aeropuerto de Suai
El Aeropuerto de Suai o como también es conocido Aeropuerto de Covalima (en portugués: Aeroporto de Suai) (IATA: UAI, ICAO: WPDB) es un aeropuerto sin vigilancia situado a 4 km ( 2,5 millas) al este de Suai, una ciudad en la costa meridional del pequeño país asiático e insular de Timor Oriental (Timor -Leste)
El Aeropuerto de Suai en 2015 nuevamente recibió vuelos de la empresa Air Timor con destino a Dili, la capital nacional.